# Municipio de Springfield (condado de Winneshiek)
El municipio de Springfield (en inglés: Springfield Township) es un municipio ubicado en el condado de Winneshiek en el estado estadounidense de Iowa. En el año 2010 tenía una población de 429 habitantes y una densidad poblacional de 4,54 personas por km².

## Geografía
El municipio de Springfield se encuentra ubicado en las coordenadas 43°12′43″N 91°47′2″O / 43.21194, -91.78389. Según la Oficina del Censo de los Estados Unidos, el municipio tiene una superficie total de 94.41 km², de la cual 94,41 km² corresponden a tierra firme y (0 %) 0 km² es agua.

## Demografía
Según el censo de 2010, había 429 personas residiendo en el municipio de Springfield. La densidad de población era de 4,54 hab./km². De los 429 habitantes, el municipio de Springfield estaba compuesto por el 99,53 % blancos, el 0,23 % eran asiáticos, el 0,23 % eran de otras razas. Del total de la población el 0,93 % eran hispanos o latinos de cualquier raza.